# 러시아 영화
러시아 영화는 러시아 제국에서 시작되며, 잇따르는 여러 해의 붕괴 기간에 걸쳐 러시아의 영화 산업은 국제적으로 알려져 있다.

## 총수익 최고 영화 목록
2011년 8월 14일 기준:
- The Irony of Fate 2, 2007년
- 데이 워치, 2006년
- 제독의 연인, 2008년
- 나이트 워치, 2004년
- The Best Movie, 2008년
- 몽골, 2007년
- 제9중대, 2006년
- 레볼루션 아일랜드(The Inhabited Island), 2010년

## 영화제
- 모스크바 국제 영화제
- 키노타브르(Кинотавр, 끼노타브르, 소치)
- 태평양 영화제 (블라디보스크)
- 키노쇼크(Киношок, 끼노쇼크, 아나파)

## 참조
1. ↑  KinoPoisk.ru// Highest grossing movies

## 같이 보기
- 소비에트 연방의 영화